# 이광훈 (축구 선수)
이광훈(1993년 11월 26일 ~ )은 대한민국의 전직 축구 선수출신 축구 지도자이다. 현재 포항제철중학교의 코치이다. 남동생은 축구 선수 이광혁이다.

## 클럽 경력
이광훈은 포항 스틸러스 산하의 유소년 팀인 포항제철중학교, 포항제철공업고등학교를 거쳤으며, 2011년 SBS 고교클럽 챌린지리그에서는 17경기 13골로 득점왕에 오르며 포철공고의 챌린지리그 우승을 이끌기도 했다.
2012 K리그 드래프트에서 포항 스틸러스에 우선지명되며 팀에 입단하였는데, 포항에서 우선지명 고교 선수가 대학을 거치지 않고 프로팀으로 직행한 것은 2006년 신광훈 이후 2012년의 이광훈, 문창진, 문규현이 처음이었다.
2013년 3월 13일 AFC 챔피언스리그 2013 조별리그 2차전 FC 부뇨드코르와의 원정 경기에서 선발 출전하며 데뷔하였고, 후반 22분 역전골을 성공시켰다. 비록 종료 직전 동점골을 허용하였으나, 당시 팀은 어린 선수 위주로 출전 명단이 꾸려졌음에도 불구하고 우즈베키스탄 원정에서 2:2 무승부를 기록하며 주목 받았다.
K리그에서는 4월 13일 6라운드 경남 FC와의 경기에서 처음으로 그라운드를 밟았다. 2014 시즌에는 차츰 출전을 늘려가는 듯 보였으나, 햄스트링 부상을 당하며 8월 이후 경기에 나서지 못했다.
2015 시즌을 앞두고 대전 시티즌으로 임대되었으나, 부상으로 인해 FC 서울전 한 경기 교체 출전에 그쳤다.
2016년 포항 복귀 대신 수원 FC로 이적했지만, 부상 등의 이유로 많은 경기에 출장하지 못하였다.
2017년 강릉시청 축구단으로 이적하였다.
2018년 청주 시티 FC로 이적했다.

## 국가대표팀 경력
2012년 AFC U-19 챔피언십에 참가하여 대한민국의 8년 만의 대회 우승을 이끌었고, 특히 이란과의 8강전에서는 결승골을 성공시켜 한국의 4:1 승리에 기여하였다. 2013년 FIFA U-20 월드컵에 참가하여 대한민국의 8강 진출에 기여하였으며, 이라크와의 8강전에서는 후반 5분 동점골을 성공시켰고, 승부차기에서 마지막 키커로 나왔으나 실축해 한국의 4강 진출이 실패되었다.

## 지도자 경력
2019년, 포항 스틸러스의 유소년 팀인 포항제철중학교의 코치가 되었다.

## 수상 내역

### 국가대표

#### 대한민국
- AFC U-19 축구 선수권 대회
  - 우승 1회 : 2012

### 클럽

#### 포항 스틸러스
- K리그 클래식
  - 우승 1회 : 2013
- FA컵
  - 우승 2회 : 2012, 2013

### 개인
- 2011년 SBS 고교클럽 챌린지리그 득점왕

## 플레이 스타일
빠른 발을 활용한 측면 돌파가 뛰어나고 페널티박스 지역에서의 간결한 패스와 슈팅이 장점이다.